# Bagnun
Bagnùn (in grafia genovese bagnon) è il nome dato ad una zuppa di pesce, a base principalmente di acciughe, nata nell'ottocento nella zona di Sestri Levante, in provincia di Genova.

## Preparazione
Piatto tipico degli ambienti di mare della Liguria, il Bagnun in origine si cucinava, con il bel tempo, a bordo dei leudi con cui i marinai liguri viaggiavano per commerciare tra la Liguria e la Corsica, utilizzando un semplice fornello a carbonella. Con il passare del tempo ha conservato la semplicità originaria: lo si prepara, ancora oggi, con acciughe freschissime, cipolle rosolate, pomodori pelati, olio d'oliva extravergine e gallette da marinaio o pane biscottato.

## Storia
Un tempo il Bagnun si mangiava quasi solo d'estate, ma con gli anni la pesca delle acciughe si è estesa anche nelle altre stagioni ed oggi quindi può essere preparato pressoché tutto l'anno. Dal 1960 a Riva Trigoso, frazione della città di Sestri Levante, durante i giorni di venerdì, sabato e domenica della terza settimana di luglio, si svolge la Sagra del Bagnun, occasione in cui il Bagnun viene preparato da volontari scelti tra la popolazione locale e distribuito gratuitamente durante la serata del sabato. Il piatto è presente anche tra i cibi offerti durante tutto l'anno da numerosi locali pubblici delle stesse località.

## Riconoscimenti
Il Bagnùn d'acciughe è stato riconosciuto nel 2015 come P.A.T..